# Habrotrocha thienemanni
Habrotrocha thienemanni är en hjuldjursart som beskrevs av Hauer 1924. Habrotrocha thienemanni ingår i släktet Habrotrocha och familjen Habrotrochidae. Arten är reproducerande i Sverige.

## Underarter
Arten delas in i följande underarter:
- H. t. rubella
- H. t. thienemanni